# Sopran liryczny
Sopran liryczny – głos żeński o skali h–d3. Charakteryzuje się jasną barwą, średnią siłą i mniejszą ruchliwością, niż sopran koloraturowy, lecz większą niż sopran dramatyczny.